# 刈谷町 (牛久市)
刈谷町（かりやちょう）は、茨城県牛久市の町域。1丁目・2丁目・3丁目・4丁目・5丁目がある。郵便番号は300-1235。

## 地理
牛久市の西部にあり、東側を稲荷川支流の刈谷川が流れる。新興住宅地域とされる。
西から反時計回りに新地町、城中町、牛久町、田宮町、城中町（飛地）に隣接する。

## 歴史
1978年（昭和53年）、稲敷郡牛久町に町名として刈谷が設置された。もとは牛久町城中と牛久の一部である。1983年（昭和58年）時点の世帯数は383世帯であり、人口は1410人だった。1986年（昭和61年）6月1日に牛久町が市制施行して牛久市が発足し、町名として刈谷町が設置された。
2023年（令和5年）6月1日時点の住民基本台帳による人口は、1丁目・2丁目・3丁目・4丁目・5丁目を合わせて4,966人だった。

## 交通
刈谷町に鉄道は通っていない。最寄駅はJR常磐線牛久駅である。
同駅西口より牛久市コミュニティバスかっぱ号 刈谷／刈谷城中ルートが利用可能。

## 施設

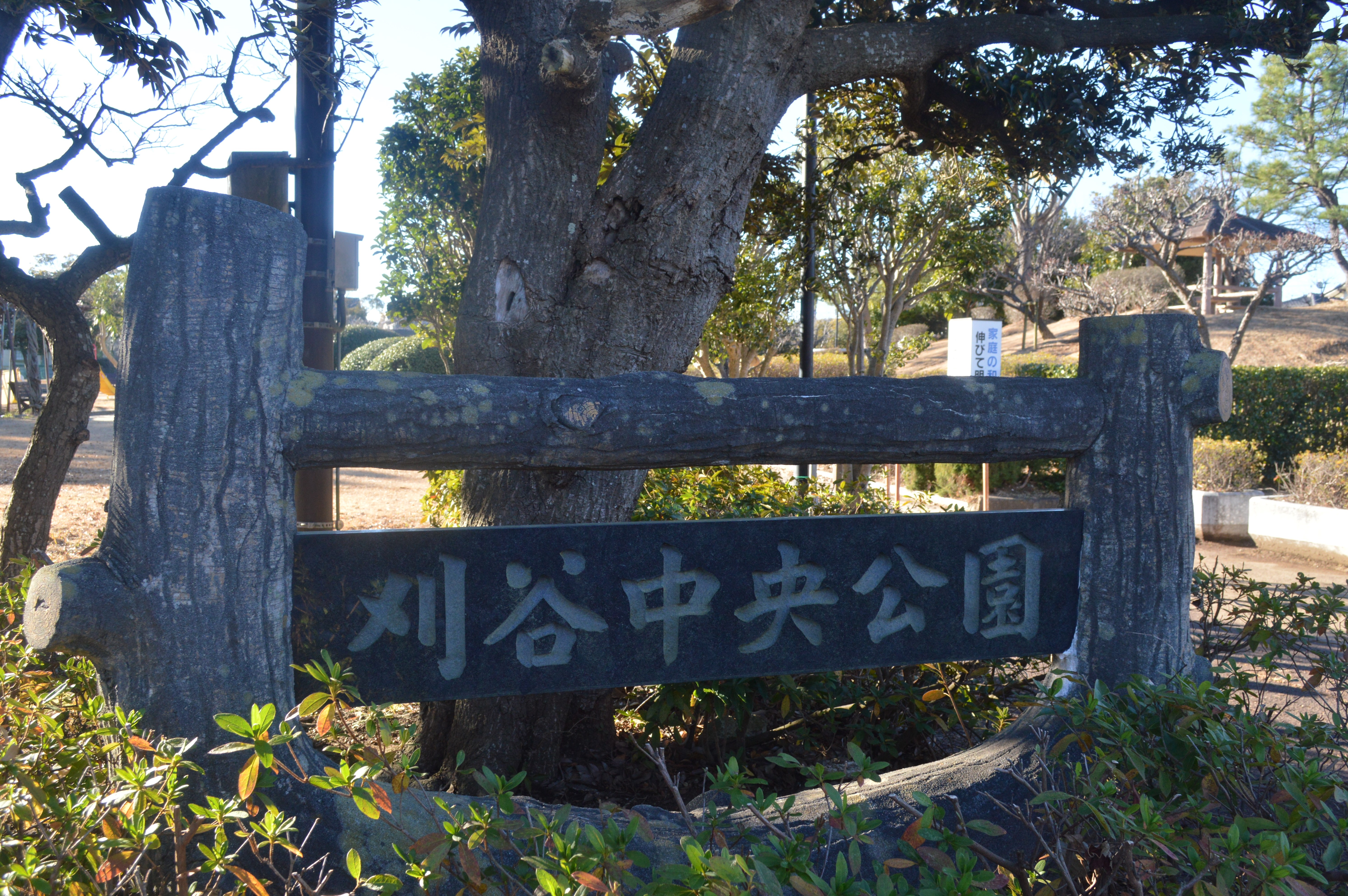
刈谷中央公園

一丁目
- 刈谷第二街区公園
- 刈谷第三街区公園

二丁目
- 刈谷中央公園
- 刈谷第一街区公園

三丁目
- 刈谷第五街区公園
- 中野医院
- 正源寺

四丁目
- 刈谷第四街区公園